# Sorbus microphylla
Sorbus microphylla là loài thực vật có hoa trong họ Hoa hồng. Loài này được (Wall. ex Hook. f.) Wenz. miêu tả khoa học đầu tiên năm 1874.